# Železniční trať Kadaň – Vilémov u Kadaně – Kaštice / Kadaňský Rohozec – Doupov
Železniční trať Kadaň–Kaštice–Podbořany vede z Kadaně do Podbořan přes Vilémov u Kadaně a Kaštice. Z Vilémova odbočuje trať do Kadaňského Rohozce (dříve až do Doupova). Je to jednokolejná regionální trať, která bývá nazývána Doupovskou dráhou. Provoz na trati byl zahájen v roce 1903. V jízdním řádu pro cestující je uvedena pod číslem 164.

## Historie
Tratě dnešní Doupovské dráhy začaly vznikat postupně. Nejprve jako ryze industriálně-agrární cukrovarská dráha z Kaštic do Krásného Dvora uvedená do provozu 18. srpna 1881, posléze v roce 1884 prodloužená do Radonic u Kadaně. Až po téměř 20 letech (1902) pak došlo k dalšímu rozšíření a to směrem z Radonic do Doupova a o rok později (1903) z Vilémova ke Kadani, kde součástí této tratě bylo přímé napojení Kadaně na železniční síť. Původně totiž Kadani sloužilo jen nádraží Kadaň-Prunéřov (dodnes stále existující staré prunéřovské nádraží). Po roce 1950 byl postupně ukončen provoz z Kadaňského Rohozce do Doupova vzhledem ke vzniku vojenského újezdu Hradiště a 2. října 1978 byla uskutečněna rozsáhlá přeložka trati mezi městem Kadaní a hlavní tratí, která se z důvodu těžby přesunula k elektrárně Prunéřov.

## Nedávná minulost
Naprosto největší ránu dostaly lokálky 12. června 2005, kdy v rámci druhé změny jízdního řádu byly vlaky redukovány takovým způsobem, že se prakticky staly nepoužitelnými. Dne 10. prosince 2006 byl pravidelný provoz na tratích Doupovské dráhy (konkrétně na úseku Kadaň předměstí – Kadaňský Rohozec/Kaštice) ukončen. Místní obce nechtěly s likvidací železnice smířit, a zahájily provoz občasných turistických vlaků, později zavedly sezonní pravidelnou víkendovou dopravu. Dne 10. června 2007, přesně po půlroce od zastavení provozu, došlo díky iniciativě Konzultační dopravní společnosti, která organizačně zastřešuje Doupovskou dráhu od samého počátku, a obci Rokle k obnově pravidelného provozu na úseku Kadaň–Poláky.

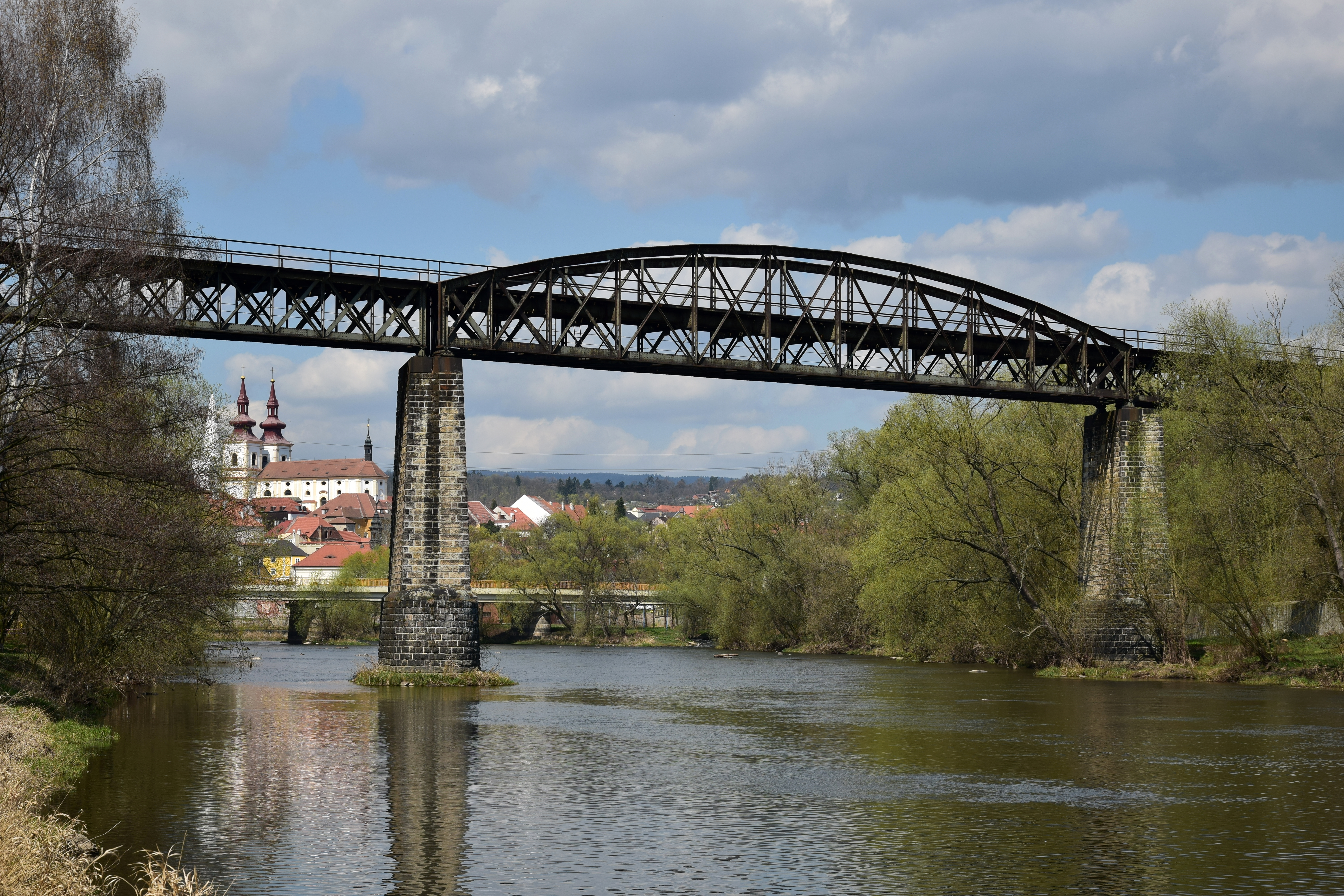
Most přes Ohři

Také druhý rok provozu pod hlavičkou Konzultační dopravní společnosti začal slibně a již od března na trať vyjížděly motorové vozy řady 842 nebo 854 na přímých vlacích až z Plzně. V letní sezóně došlo k rozšíření provozu prakticky na celou síť Doupovské dráhy, pravidelně nebyl provozován pouze úsek z Radonic u Kadaně do Kadaňského Rohozce. Jezdily po ní dva páry vlaků z Kadaně do Plzně a dva páry vlaků z Kadaně-Prunéřova do Radonic u Kadaně. Jak v roce 2007, tak v roce 2008 provoz zajišťovaly České dráhy na základě spolupráce obcí a Konzultační dopravní společnosti.
Od roku 2009 se provozovatelem vlaků staly Jindřichohradecké místní dráhy. Do provozu byl zařazen motorový vůz řady 820, který zajišťoval dopravu na čtyřech párech vlaků mezi Kadaní, Radonicemi a Podbořany. V roce 2010 jezdila Doupovská dráha ve stejném rozsahu, jako v roce 2009, navíc se na trati čím dál častěji objevovaly tzv. zážitkové vlaky s programem, které jsou vypraveny z Chomutova do Kadaňského Rohozce. Tyto zážitkové vlaky jezdí vždy v předem vyhlášených termínech.
V roce 2011 došlo ke stabilizaci provozu a 100% nárůstu počtu cestujících. Na trati jezdily motorové vozy řady 830 a řady 831. Též došlo k rozšíření počtu zážitkových jízd v podstatě téměř do každého měsíce v roce. Zároveň však došlo ze strany správce tratě Správy železniční dopravní cesty ke snahám o zastavení provozu na trati údajně z důvodů ekonomické nerentabilnosti. Ačkoli vždy byla žádost SŽDC Ministerstvem dopravy zamítnuta jako neopodstatněná, SŽDC se vždy znovu odvolala. Mezi tím se zvýšila intenzity údržby tratě, a dokonce byly rekonstruovány celé úseky, na kterých byly vyměněny pražce a kolejnice, podbíjen svršek a upravována geometrie.
Rok 2012 pokračoval v trendu roku předcházejícího. Tentokrát přišla Správy železniční dopravní cesty s novým cenovým výměrem pro tratě, kde není celoročně objednávána doprava krajem. Poplatek za dopravní cestu se zde zvýšil z původních 5,32 Kč/km na 43,63 Kč/km. I přes razantní zvýšení ceny za použití dopravní cesty jezdily vlaky v letní sezoně shodně s předchozími roky, u zvláštních mimosezonních jízd došlo dokonce k nárůstu jejich četnosti.
V roce 2014 došlo ke změně dopravce turistických vlaků. Od té doby místo JHMD dodnes provozuje dopravu Railway Capital.
V roce 2016 byla provozována pravidelná osobní doprava na úseku Kadaň-Prunéřov – Kadaň předměstí, přičemž jeden pár vlaků o víkendech do konce dubna jezdil až do zastávky Želina. Ve stejném roce byl zaveden krajem placený sezónní provoz po celé trati včetně odbočky (pouze do stanice Radonice u Kadaně) o sobotách a nedělích v období od 25. března do konce října.
V roce 2017 byl provoz vybraných vlaků prodloužen do stanice Poláky, zároveň se zavedl sezónní provoz v podobném rozsahu jako v předešlém roce, na odbočce nově jeden pár vlaků zajížděl až do Kadaňského Rohozce
Proběhla elektrizace úseku trati mezi stanicemi Kadaň-Prunéřov – Kadaň. Zároveň vznikla nová zastávka Kadaň-Bystřice (v původním plánu Kadaň sídliště). Rekonstrukce byla dokončena na konci roku 2019.
V roce 2022 proběha elektrizace úseku trati mezi stanicemi Kadaň – Kadaň předměstí.
V roce 2024 byl provoz zajišťován osobními vlaky v úseku Kadaň – Vilémov u Kadaně – Kaštice – Podbořany a v úseku Vilémov u Kadaně – Kadaňský Rohozec dopravcem Railway Capital. Doupovská dráha je zařazena do krajského systému Dopravy Ústeckého kraje (DÚK), ve vlacích platí krajské jízdné a i jízdenky OneTicket nebo mezinárodní jízdenka Labe – Elbe.

## Galerie

Stanice a zastávky na trati Kadaň-Prunéřov – Kaštice
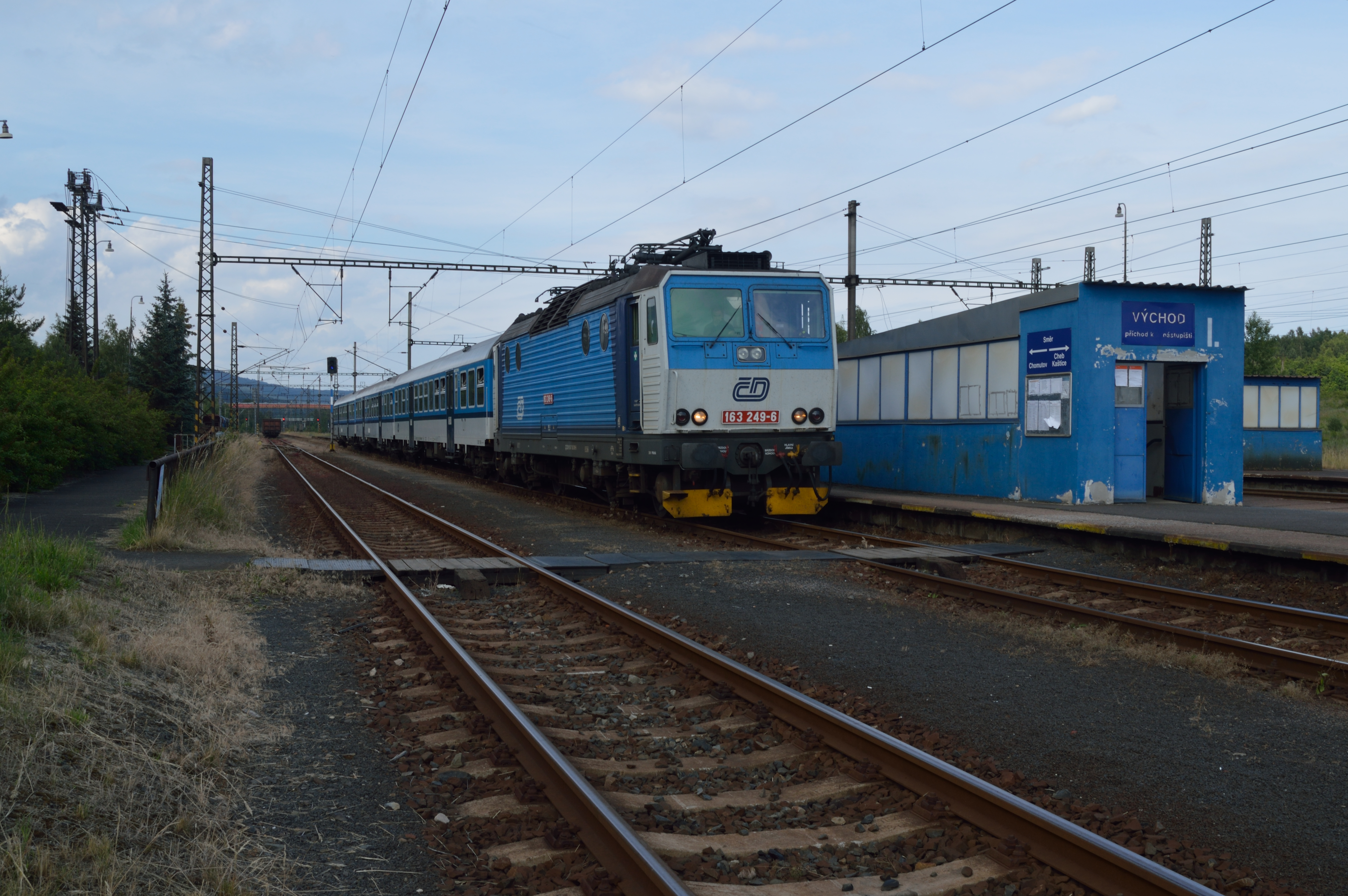
Kadaň-Prunéřov
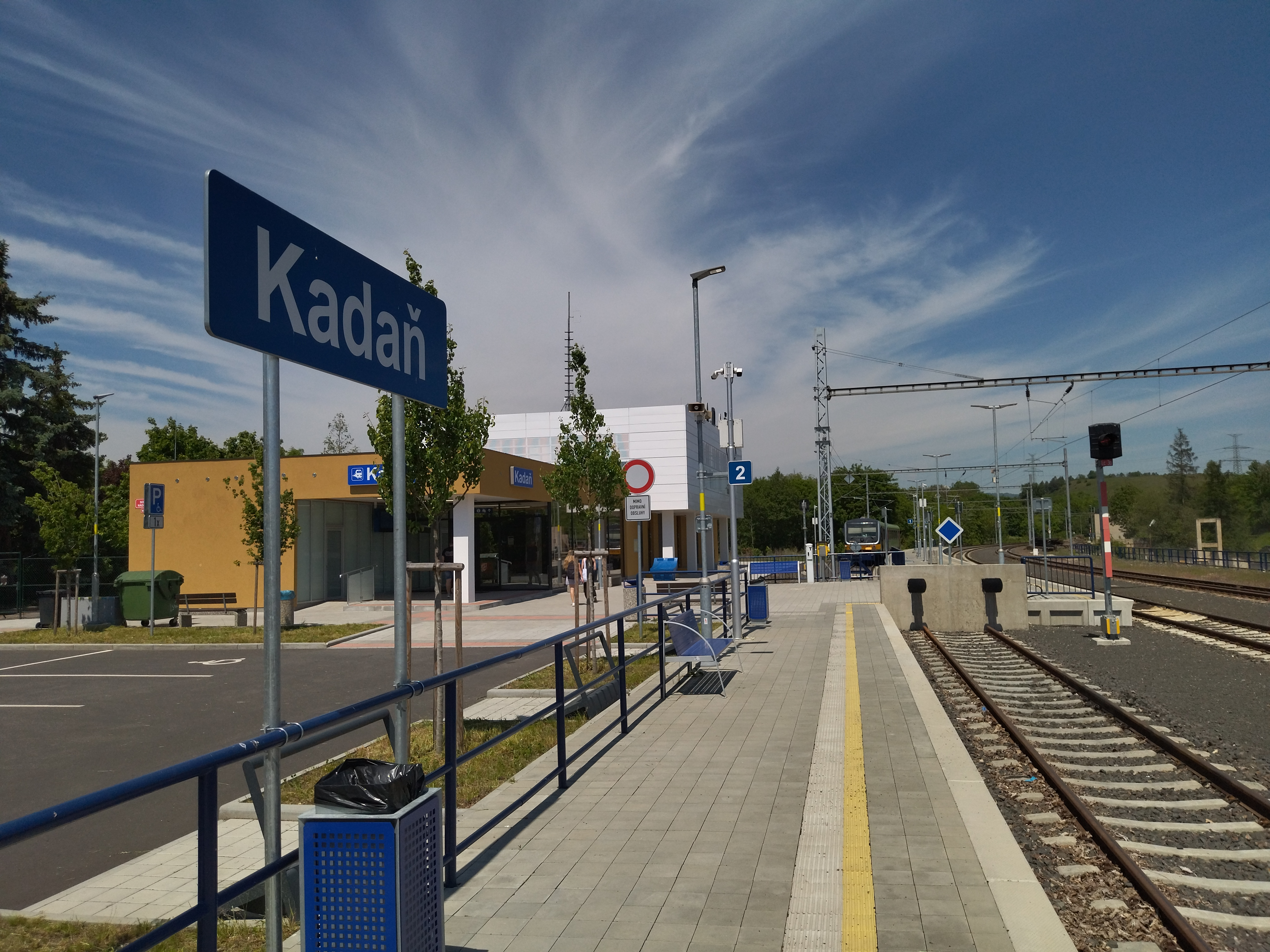
Kadaň
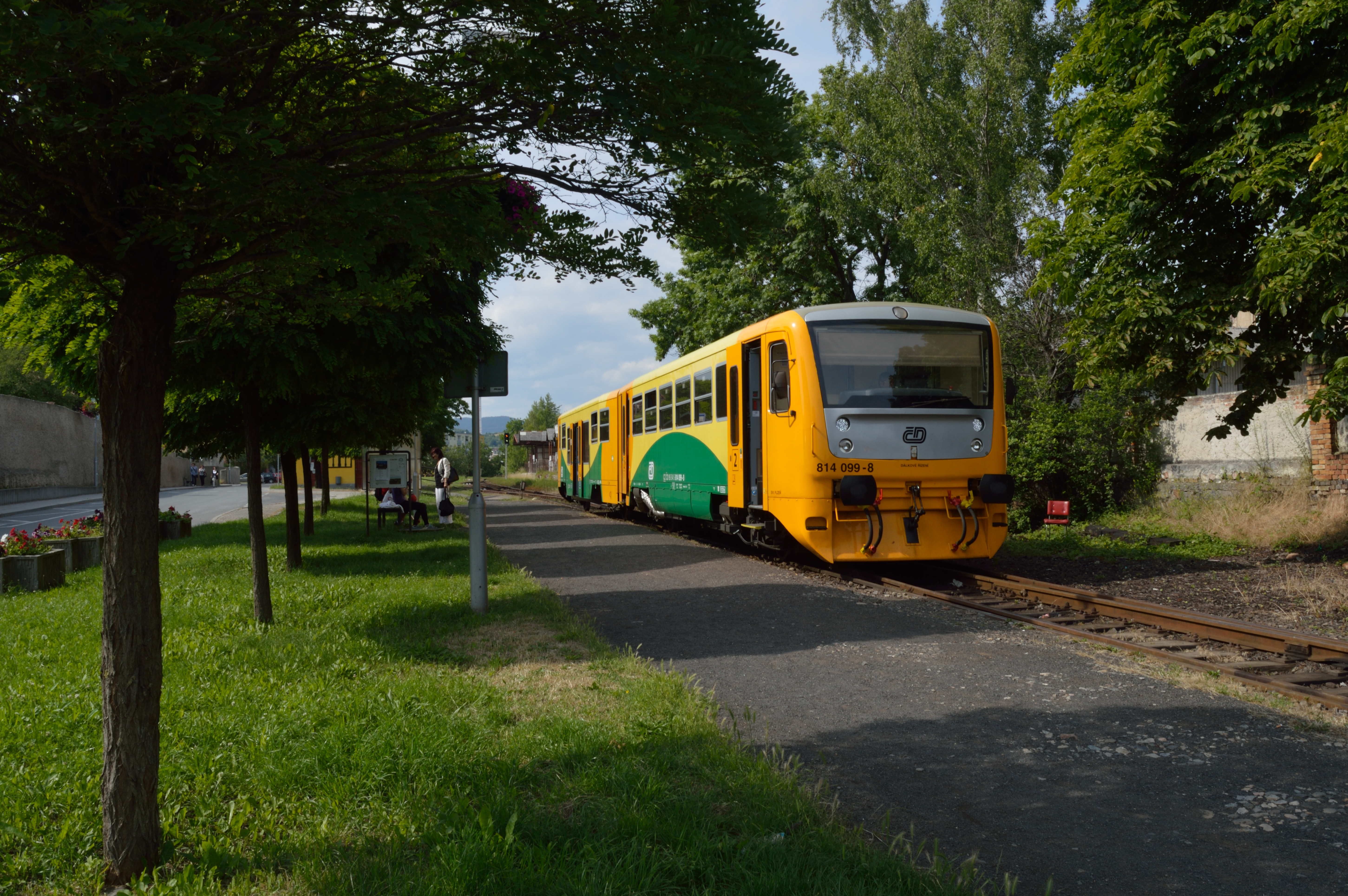
Kadaň předměstí (stav před rekonstrukcí)
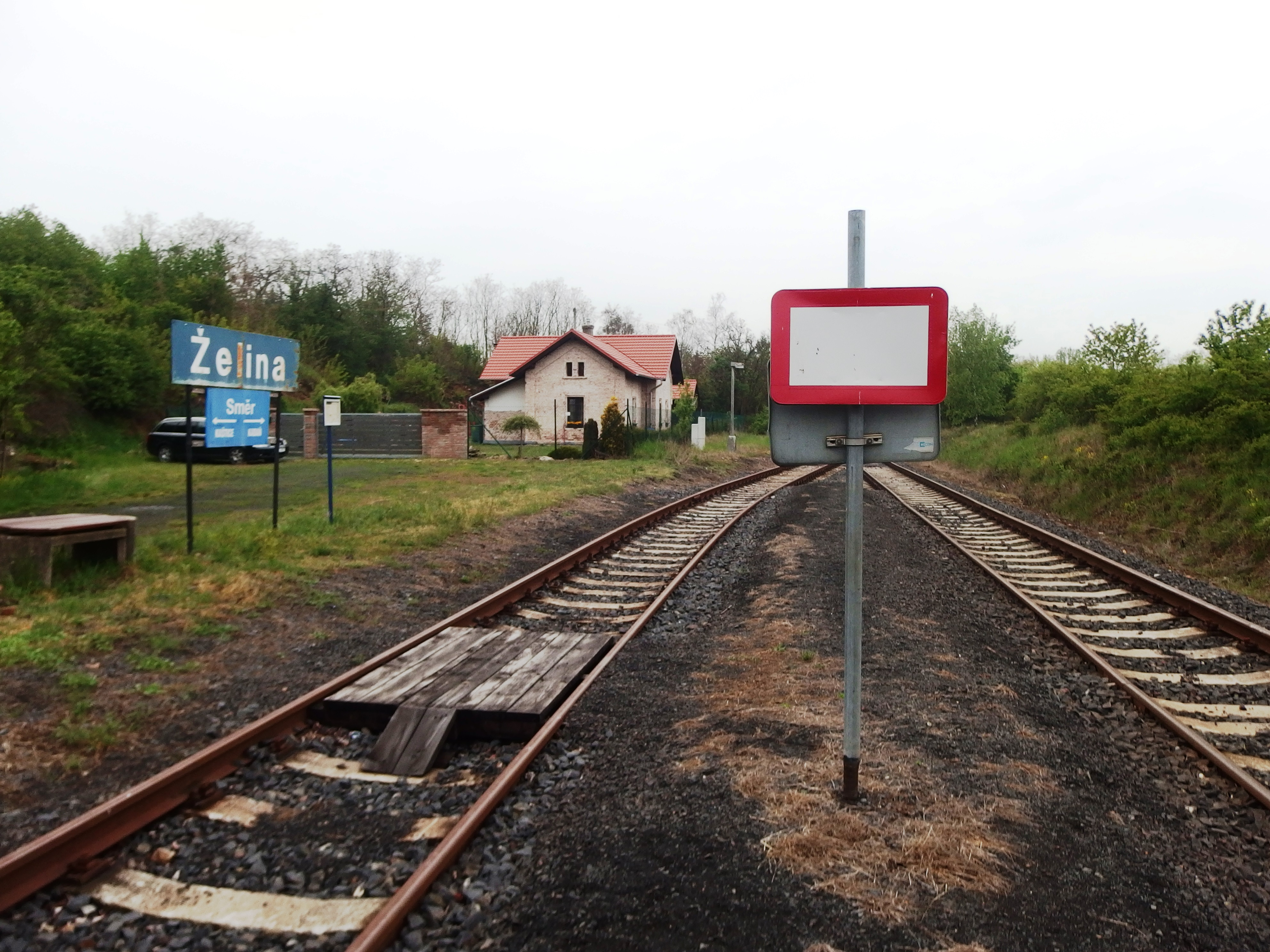
Želina
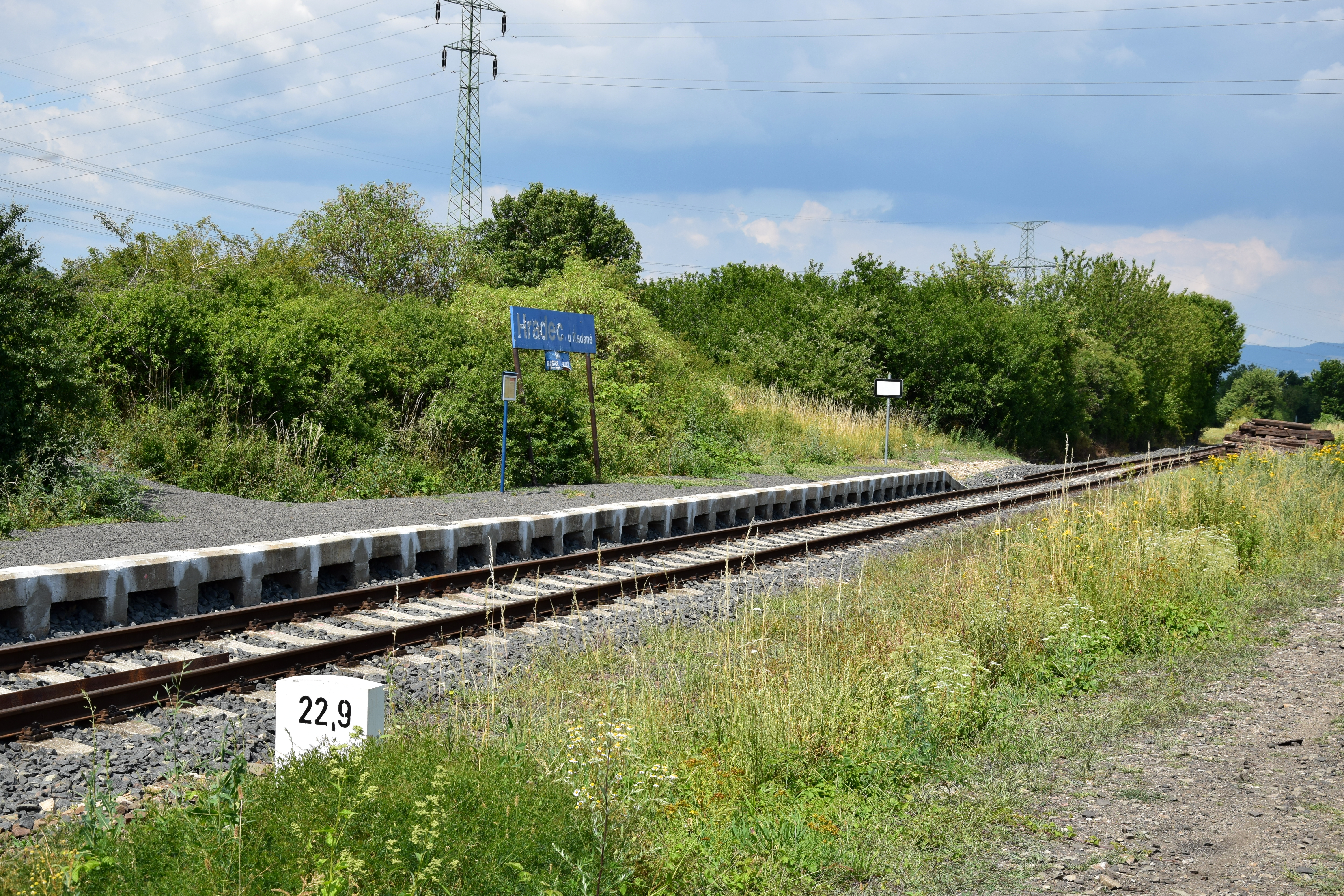
Hradec u Kadaně
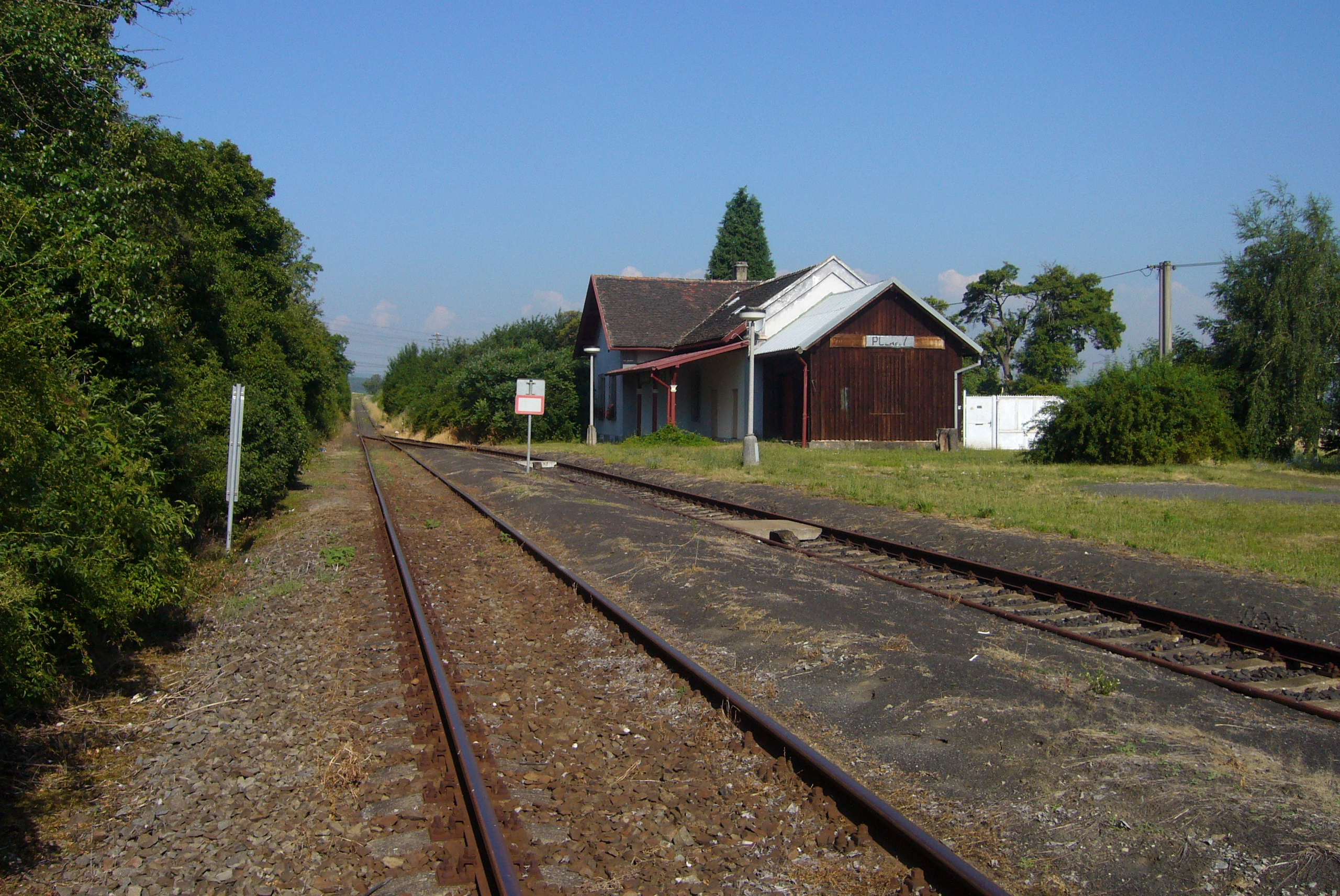
Poláky
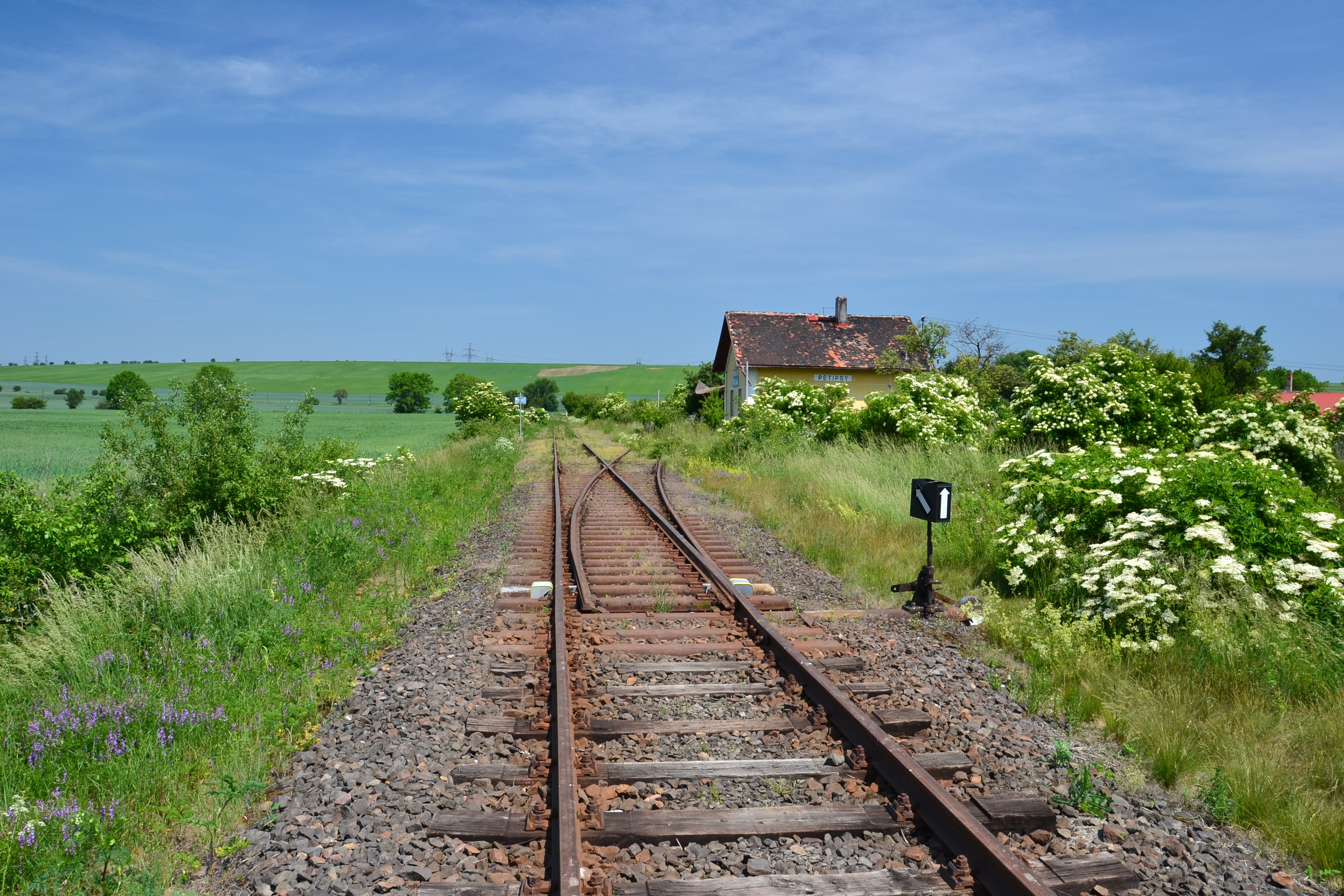
Pětipsy
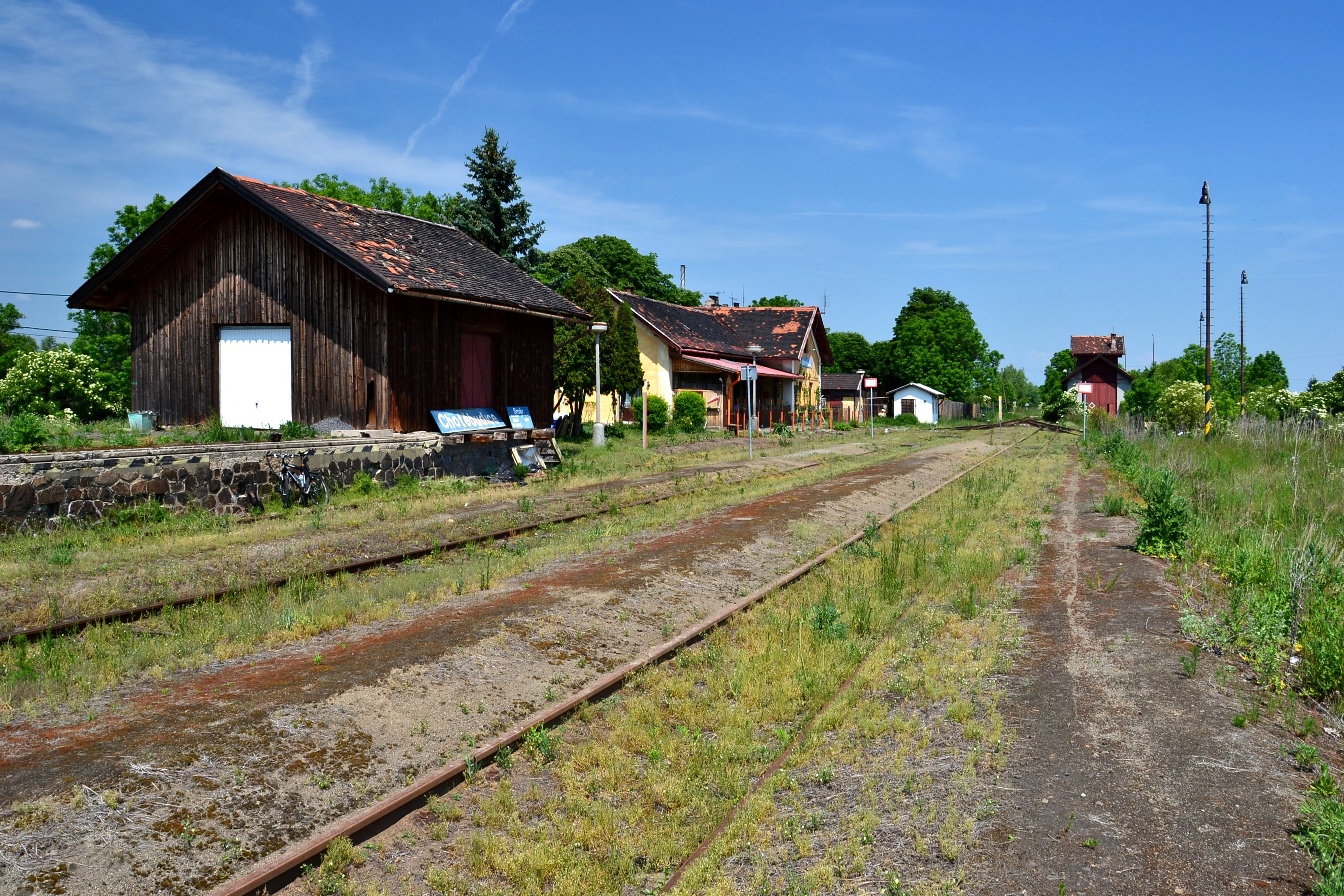
Vilémov u Kadaně
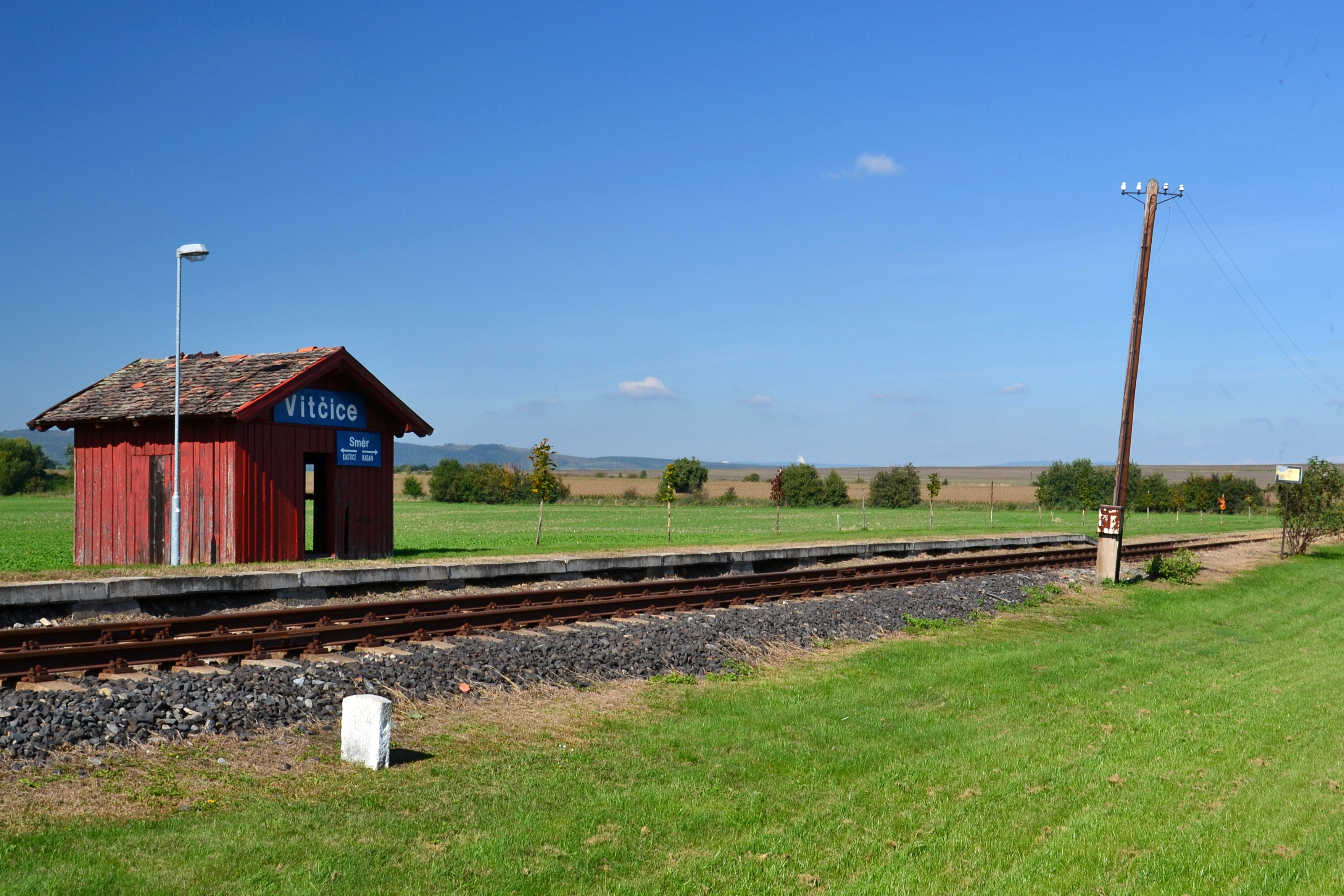
Vitčice
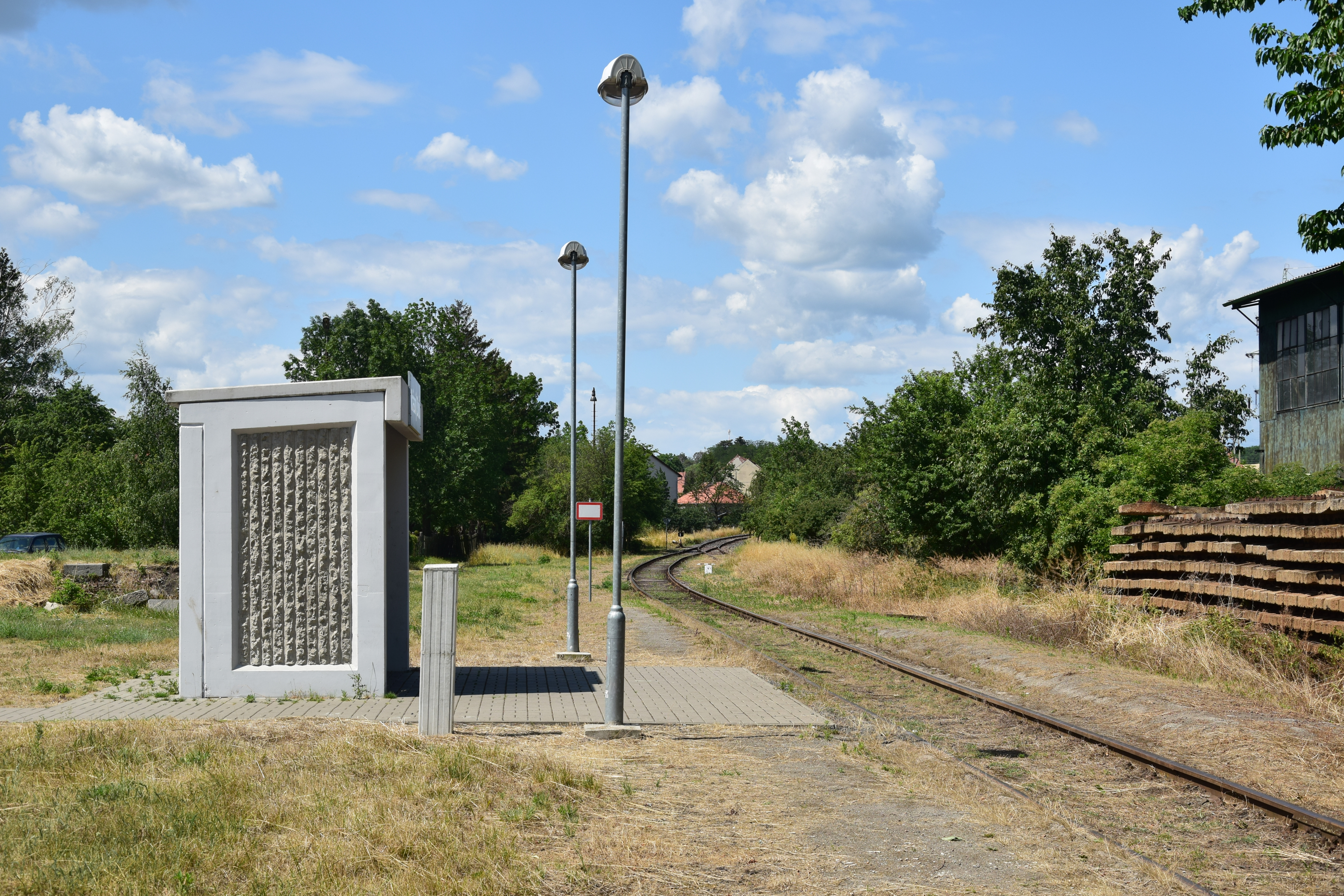
Krásný Dvůr
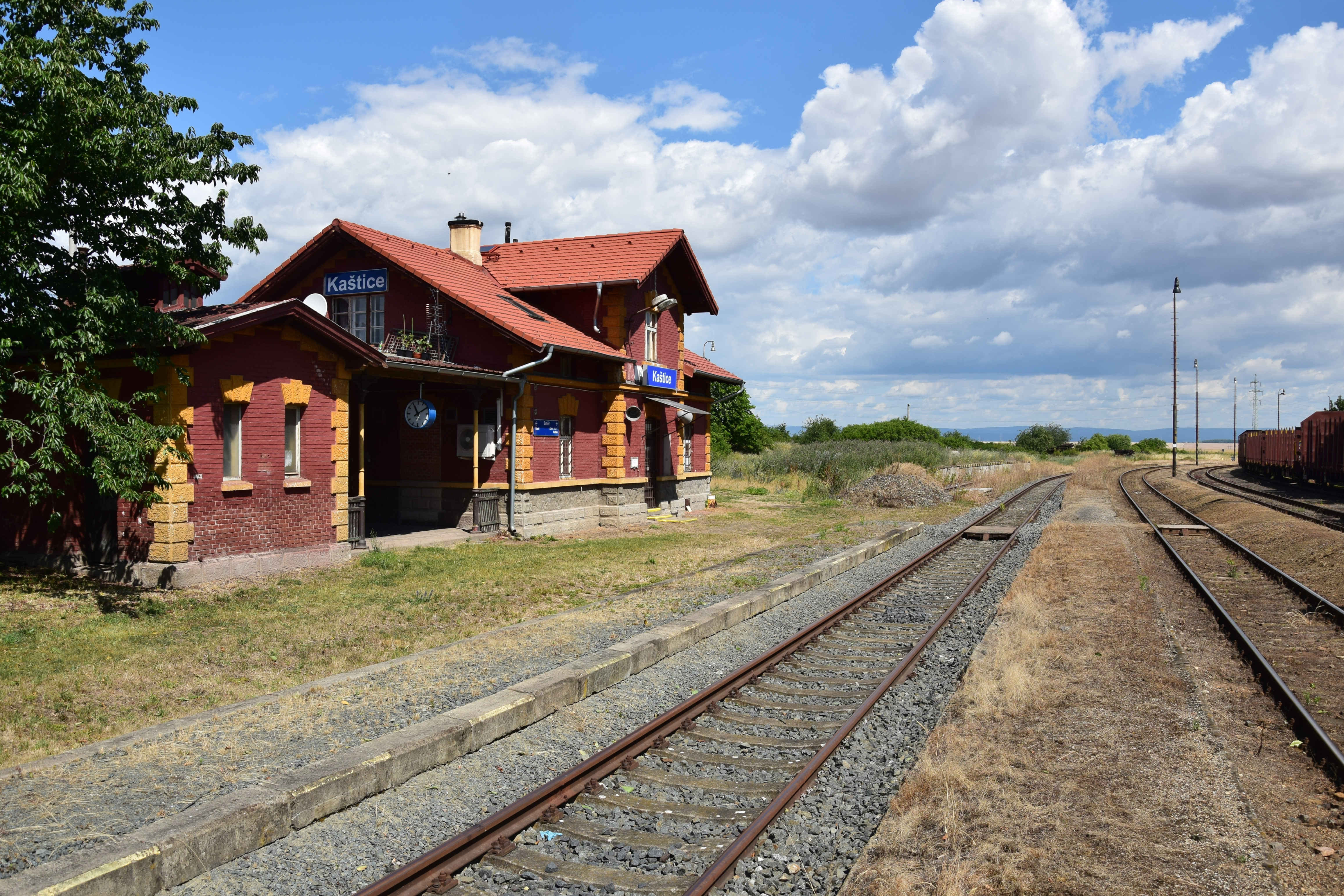
Kaštice

Stanice a zastávky na trati Vilémov u Kadaně – Kadaňský Rohozec
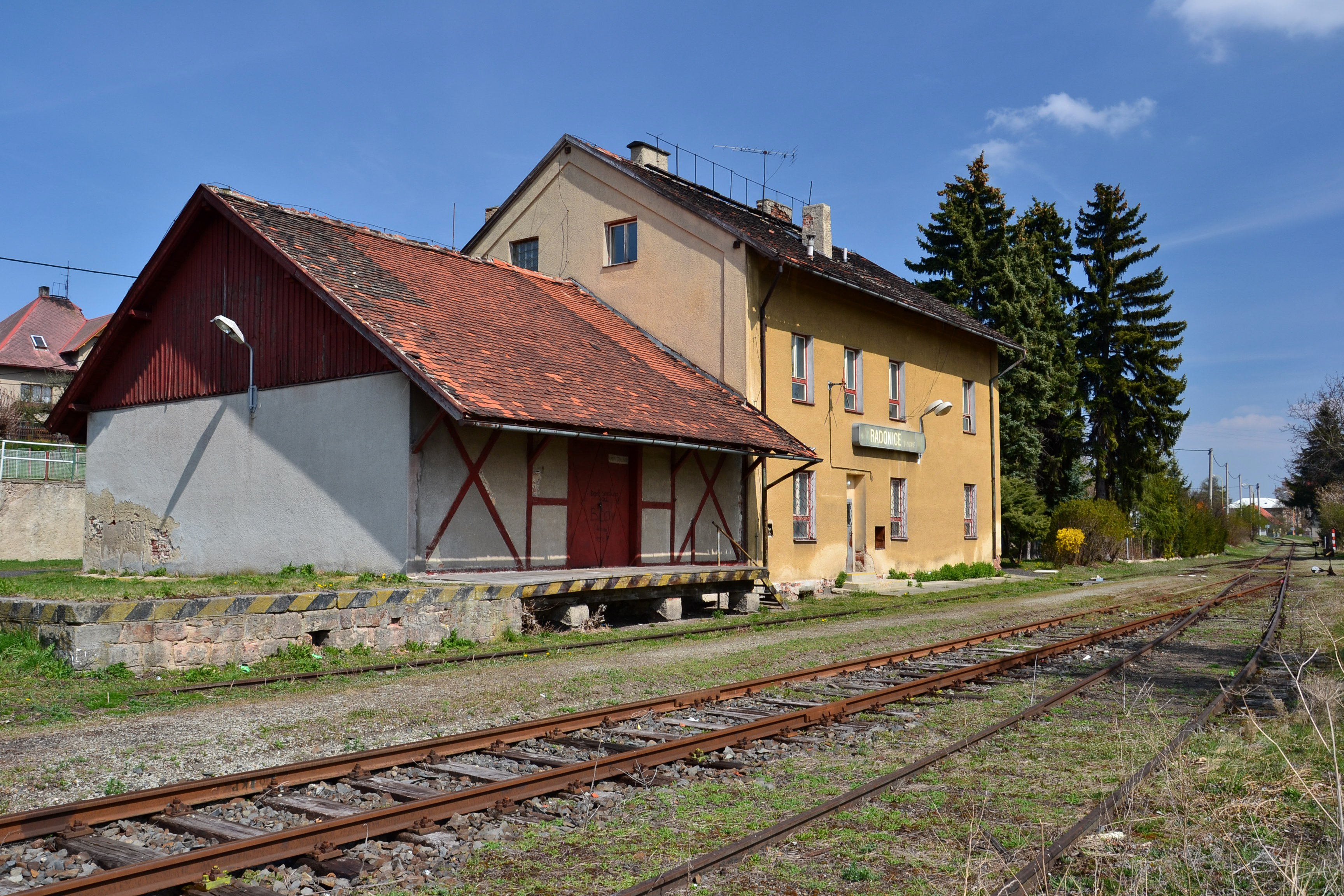
Radonice u Kadaně
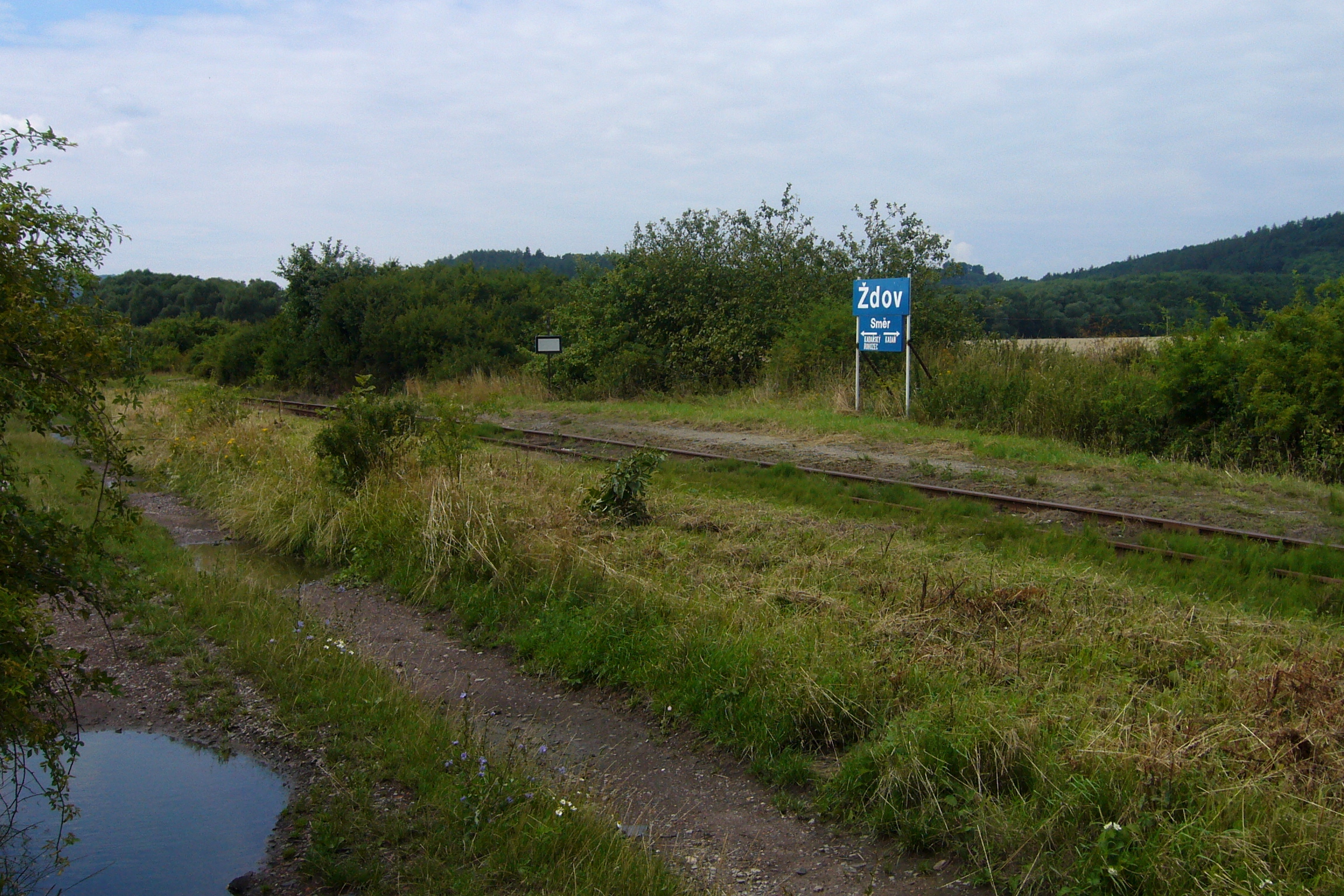
Ždov
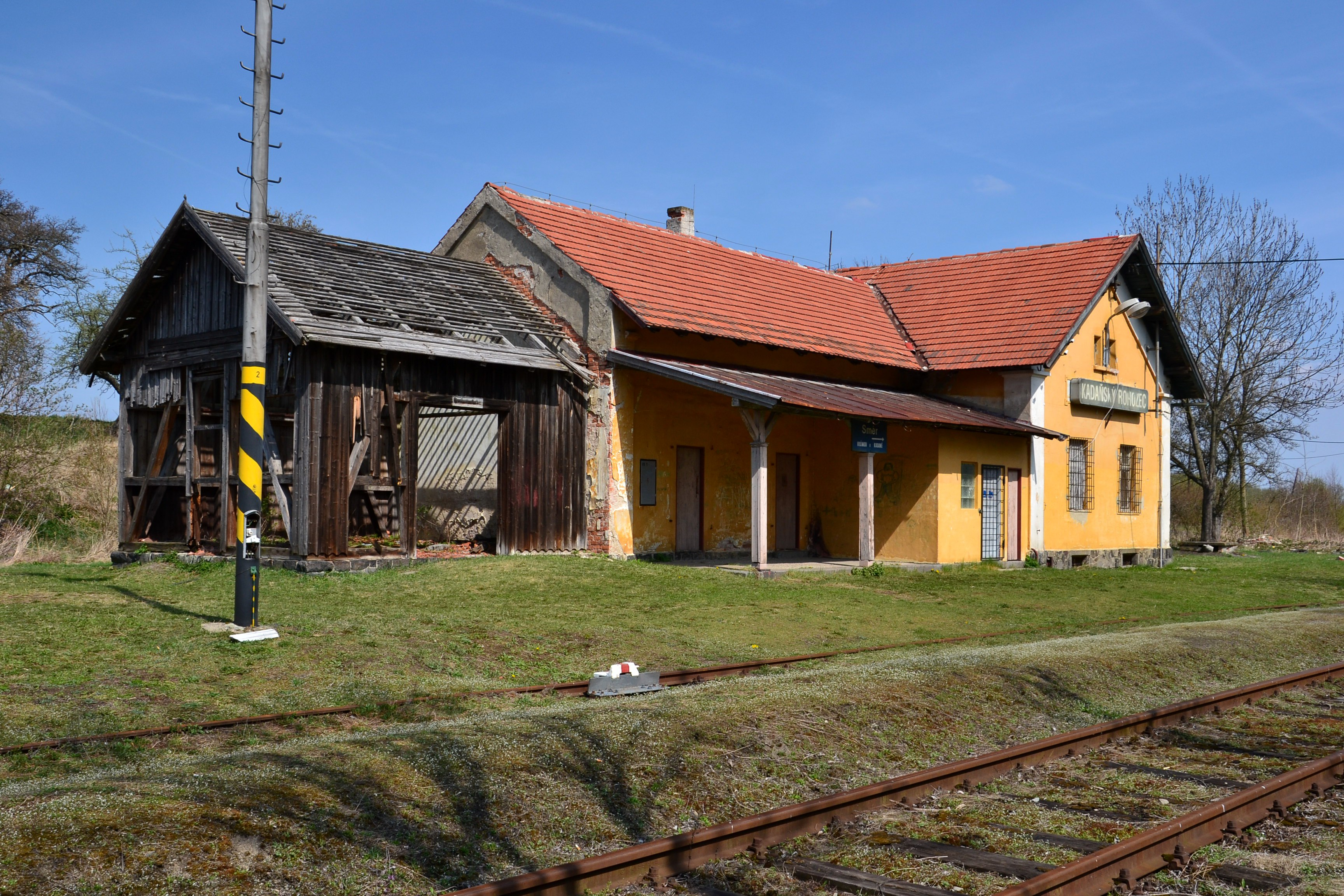
Kadaňský Rohozec

## Navazující tratě

### Kadaň-Prunéřov
- Železniční trať Chomutov–Cheb (Chomutov – Odbočka Dubina – Kadaň – Dalovice – Karlovy Vary – Odbočka Sedlec – Chodov – Nové Sedlo u Lokte – Sokolov – Tršnice – Cheb)

### Kaštice
- Železniční trať Plzeň–Žatec (Plzeň hl. n. – Mladotice – Blatno u Jesenice – Kaštice – Žatec západ). Vlaky od Kadaně zajížděly zde k odbavovací budově úvratí (v grafickém průběhu není znázorněna).